# Vidå
Vidå – rzeka w Danii w Jutlandii Południowej. Jej długość to około 69 km. Źródło rzeki znajduje się 4 km. na północny wschód od Tønder. Przez krótki odcinek jest rzeką graniczną między Danią a Niemcami. Wpada do małych rzek w pobliżu Aabenraa i Zatoki Flensburskiej. Zasięg dorzecza wynosi 1370 km² z czego 1127 km² w Danii. Rzeka jest wykorzystywana do nawadniania Tøndermarsken.